# Hieracium cinerellum
Hieracium cinerellum es una especie de planta con flor del género Hieracium, de la familia Asteraceae, orden Asterales.

## Distribución
Hieracium cinerellum se distribuye por Noruega y Suecia.

## Taxonomía
Fue descrita científicamente por Almq. ex Johanss. Fue publicada en Bih. Kongl. Svenska Vetensk.-Akad. Handl. 28(3; 7): 40 (1902).